# Nhà ga Saraphi
Nhà ga Saraphi là nhà ga nằm ở phó huyện Yang Noeng, huyện Saraphi, Chiang Mai. Nhà ga là nhà ga cấp 3 nằm cách 742.788 km (461.547,1 mi) từ nhà ga Bangkok.